# Championnat d'Europe féminin de volley-ball des moins de 20 ans 1979
Navigation
Belgrade 1977 Lohhof 1982
Le 7e championnat d'Europe féminin de volley-ball des moins de 20 ans s'est déroulé en 1979 à Madrid (Espagne).

## Tour préliminaire

### Composition des groupes
| Poule A                                           | Poule B                                          | Poule C                                           |
| ------------------------------------------------- | ------------------------------------------------ | ------------------------------------------------- |
| Site : URSS Pologne Pays-Bas Allemagne de l'Ouest | Site : Tchécoslovaquie Bulgarie Hongrie Autriche | Site : Allemagne de l'Est Italie Espagne Finlande |

### Poule A
| # | Équipe               | Pts | J | G | P | Sp | Sc | Ratio | Pp  | Pc  | Ratio |
| - | -------------------- | --- | - | - | - | -- | -- | ----- | --- | --- | ----- |
| 1 | URSS                 | 6   | 3 | 3 | 0 | 9  | 2  | 4.5   | 156 | 69  | 2.261 |
| 2 | Pologne              | 5   | 3 | 2 | 1 | 7  | 3  | 2.333 | 120 | 92  | 1.304 |
| 3 | Pays-Bas             | 4   | 3 | 1 | 2 | 4  | 6  | 0.667 | 89  | 120 | 0.742 |
| 4 | Allemagne de l'Ouest | 3   | 3 | 0 | 3 | 0  | 9  | 0     | 51  | 135 | 0.378 |

| Date     | Match                           | Résultat | Sets  | Sets  | Sets  | Sets | Sets | Total Points |
| Date     | Match                           | Résultat | 1     | 2     | 3     | 4    | 5    | Total Points |
| -------- | ------------------------------- | -------- | ----- | ----- | ----- | ---- | ---- | ------------ |
| 21.07.79 | URSS - Pays-Bas                 | 3 - 1    | 15-3  | 15-2  | 11-15 | 15-7 | -    | 56-27        |
| 21.07.79 | Pologne - Allemagne de l'Ouest  | 3 - 0    | 15-2  | 15-10 | 15-8  | -    | -    | 45-20        |
| 22.07.79 | Pologne - Pays-Bas              | 3 - 0    | 15-3  | 15-12 | 15-2  | -    | -    | 45-17        |
| 22.07.79 | URSS - Allemagne de l'Ouest     | 3 - 0    | 15-7  | 15-5  | 15-0  | -    | -    | 45-12        |
| 23.07.79 | Pays-Bas - Allemagne de l'Ouest | 3 - 0    | 15-12 | 15-6  | 15-1  | -    | -    | 45-19        |
| 23.07.79 | URSS - Pologne                  | 3 - 1    | 10-15 | 15-4  | 15-9  | 15-2 | -    | 55-30        |

### Poule B
| # | Équipe          | Pts | J | G | P | Sp | Sc | Ratio | Pp  | Pc  | Ratio |
| - | --------------- | --- | - | - | - | -- | -- | ----- | --- | --- | ----- |
| 1 | Tchécoslovaquie | 6   | 3 | 3 | 0 | 9  | 1  | 9     | 143 | 86  | 1.663 |
| 2 | Bulgarie        | 5   | 3 | 2 | 1 | 6  | 3  | 2     | 113 | 84  | 1.345 |
| 3 | Hongrie         | 4   | 3 | 1 | 2 | 4  | 6  | 0.667 | 114 | 118 | 0.966 |
| 4 | Autriche        | 3   | 3 | 0 | 3 | 0  | 9  | 0     | 53  | 135 | 0.393 |

| Date     | Match                      | Résultat | Sets | Sets  | Sets  | Sets  | Sets | Total Points |
| Date     | Match                      | Résultat | 1    | 2     | 3     | 4     | 5    | Total Points |
| -------- | -------------------------- | -------- | ---- | ----- | ----- | ----- | ---- | ------------ |
| 21.07.79 | Hongrie - Autriche         | 3 - 0    | 15-3 | 15-7  | 15-10 | -     | -    | 45-20        |
| 21.07.79 | Tchécoslovaquie - Bulgarie | 3 - 0    | 15-8 | 15-12 | 15-3  | -     | -    | 45-23        |
| 22.07.79 | Tchécoslovaquie - Autriche | 3 - 0    | 15-3 | 15-5  | 15-11 | -     | -    | 45-19        |
| 22.07.79 | Bulgarie - Hongrie         | 3 - 0    | 15-4 | 15-10 | 15-11 | -     | -    | 45-25        |
| 23.07.79 | Bulgarie - Autriche        | 3 - 0    | 15-5 | 15-5  | 15-4  | -     | -    | 45-14        |
| 23.07.79 | Tchécoslovaquie - Hongrie  | 3 - 1    | 15-9 | 15-10 | 8-15  | 15-10 | -    | 53-44        |

### Poule C
| # | Équipe             | Pts | J | G | P | Sp | Sc | Ratio | Pp  | Pc  | Ratio |
| - | ------------------ | --- | - | - | - | -- | -- | ----- | --- | --- | ----- |
| 1 | Allemagne de l'Est | 6   | 3 | 3 | 0 | 9  | 0  | MAX   | 135 | 61  | 2.213 |
| 2 | Italie             | 5   | 3 | 2 | 1 | 6  | 4  | 1.5   | 130 | 105 | 1.238 |
| 3 | Espagne            | 4   | 3 | 1 | 2 | 4  | 6  | 0.667 | 111 | 122 | 0.91  |
| 4 | Finlande           | 3   | 3 | 0 | 3 | 0  | 9  | 0     | 47  | 135 | 0.348 |

| Date     | Match                         | Résultat | Sets  | Sets  | Sets  | Sets  | Sets | Total Points |
| Date     | Match                         | Résultat | 1     | 2     | 3     | 4     | 5    | Total Points |
| -------- | ----------------------------- | -------- | ----- | ----- | ----- | ----- | ---- | ------------ |
| 21.07.79 | Allemagne de l'Est - Italie   | 3 - 0    | 15-12 | 15-13 | 15-9  | -     | -    | 45-34        |
| 21.07.79 | Espagne - Finlande            | 3 - 0    | 15-8  | 15-7  | 15-11 | -     | -    | 45-26        |
| 22.07.79 | Allemagne de l'Est - Finlande | 3 - 0    | 15-1  | 15-1  | 15-6  | -     | -    | 45-8         |
| 22.07.79 | Italie - Espagne              | 3 - 1    | 16-14 | 5-15  | 15-6  | 15-12 | -    | 51-47        |
| 23.07.79 | Italie - Finlande             | 3 - 0    | 15-5  | 15-0  | 15-8  | -     | -    | 45-13        |
| 23.07.79 | Allemagne de l'Est - Espagne  | 3 - 0    | 15-10 | 15-2  | 15-7  | -     | -    | 45-19        |

## Tour final

### Poule de Classement 7 à 12
| # | Équipe               | Pts | J | G | P | Sp | Sc | Ratio | Pp  | Pc  | Ratio |
| - | -------------------- | --- | - | - | - | -- | -- | ----- | --- | --- | ----- |
| 1 | Hongrie              | 10  | 5 | 5 | 0 | 15 | 3  | 5     | 239 | 138 | 1.732 |
| 2 | Pays-Bas             | 9   | 5 | 4 | 1 | 12 | 4  | 3     | 208 | 134 | 1.552 |
| 3 | Allemagne de l'Ouest | 8   | 5 | 3 | 2 | 11 | 6  | 1.833 | 205 | 147 | 1.395 |
| 4 | Espagne              | 7   | 5 | 2 | 3 | 7  | 11 | 0.636 | 173 | 235 | 0.736 |
| 5 | Finlande             | 6   | 5 | 1 | 4 | 4  | 12 | 0.333 | 141 | 225 | 0.627 |
| 6 | Autriche             | 5   | 5 | 0 | 5 | 2  | 15 | 0.133 | 154 | 241 | 0.639 |

| Date     | Match                           | Résultat | Sets  | Sets  | Sets  | Sets  | Sets  | Total Points |
| Date     | Match                           | Résultat | 1     | 2     | 3     | 4     | 5     | Total Points |
| -------- | ------------------------------- | -------- | ----- | ----- | ----- | ----- | ----- | ------------ |
| -        | Pays-Bas - Allemagne de l'Ouest | 3 - 0    | 15-12 | 15-6  | 15-1  | -     | -     | 45-19        |
| -        | Hongrie - Autriche              | 3 - 0    | 15-3  | 15-7  | 15-10 | -     | -     | 45-20        |
| -        | Espagne - Finlande              | 3 - 0    | 15-8  | 15-7  | 15-11 | -     | -     | 45-26        |
| 25.07.79 | Allemagne de l'Ouest - Finlande | 3 - 0    | 15-6  | 15-5  | 15-11 | -     | -     | 45-22        |
| 25.07.79 | Espagne - Autriche              | 3 - 2    | 6-15  | 15-13 | 8-15  | 16-14 | 15-12 | 60-69        |
| 25.07.79 | Hongrie - Pays-Bas              | 3 - 0    | 15-4  | 15-10 | 15-8  | -     | -     | 45-22        |
| 26.07.79 | Allemagne de l'Ouest - Espagne  | 3 - 0    | 15-3  | 15-11 | 15-3  | -     | -     | 45-17        |
| 26.07.79 | Pays-Bas - Autriche             | 3 - 0    | 15-9  | 15-3  | 15-5  | -     | -     | 45-17        |
| 26.07.79 | Hongrie - Finlande              | 3 - 1    | 15-6  | 9-15  | 15-1  | 15-4  | -     | 54-26        |
| 27.07.79 | Hongrie - Allemagne de l'Ouest  | 3 - 2    | 15-9  | 5-15  | 0-15  | 15-4  | 15-8  | 50-51        |
| 27.07.79 | Finlande - Autriche             | 3 - 0    | 15-9  | 15-12 | 16-14 | -     | -     | 46-35        |
| 27.07.79 | Pays-Bas - Espagne              | 3 - 1    | 15-9  | 5-15  | 15-3  | 15-5  | -     | 50-32        |
| 28.07.79 | Allemagne de l'Ouest - Autriche | 3 - 0    | 15-6  | 15-3  | 15-4  | -     | -     | 45-13        |
| 28.07.79 | Hongrie - Espagne               | 3 - 0    | 15-13 | 15-5  | 15-1  | -     | -     | 45-19        |
| 28.07.79 | Pays-Bas - Finlande             | 3 - 0    | 15-2  | 15-5  | 16-14 | -     | -     | 46-21        |

### Poule finale
| # | Équipe             | Pts | J | G | P | Sp | Sc | Ratio | Pp  | Pc  | Ratio |
| - | ------------------ | --- | - | - | - | -- | -- | ----- | --- | --- | ----- |
| 1 | URSS               | 10  | 5 | 5 | 0 | 15 | 2  | 7.5   | 247 | 135 | 1.83  |
| 2 | Allemagne de l'Est | 9   | 5 | 4 | 1 | 13 | 7  | 1.857 | 260 | 217 | 1.198 |
| 3 | Tchécoslovaquie    | 8   | 5 | 3 | 2 | 11 | 8  | 1.375 | 215 | 205 | 1.049 |
| 4 | Bulgarie           | 6   | 5 | 1 | 4 | 7  | 12 | 0.583 | 204 | 253 | 0.806 |
| 5 | Pologne            | 6   | 5 | 1 | 4 | 5  | 12 | 0.417 | 163 | 210 | 0.776 |
| 6 | Italie             | 6   | 5 | 1 | 4 | 4  | 14 | 0.286 | 180 | 249 | 0.723 |

| Date     | Match                                | Résultat | Sets  | Sets  | Sets  | Sets  | Sets | Total Points |
| Date     | Match                                | Résultat | 1     | 2     | 3     | 4     | 5    | Total Points |
| -------- | ------------------------------------ | -------- | ----- | ----- | ----- | ----- | ---- | ------------ |
| -        | URSS - Pologne                       | 3 - 1    | 10-15 | 15-4  | 15-9  | 15-2  | -    | 55-30        |
| -        | Tchécoslovaquie - Bulgarie           | 3 - 0    | 15-8  | 15-12 | 15-3  | -     | -    | 45-23        |
| -        | Allemagne de l'Est - Italie          | 3 - 0    | 15-12 | 15-13 | 15-9  | -     | -    | 45-34        |
| 25.07.79 | Italie - Bulgarie                    | 3 - 2    | 12-15 | 8-15  | 15-2  | 16-14 | 15-9 | 66-55        |
| 25.07.79 | URSS - Allemagne de l'Est            | 3 - 1    | 15-13 | 15-7  | 11-15 | 15-12 | -    | 56-47        |
| 25.07.79 | Tchécoslovaquie - Pologne            | 3 - 1    | 15-7  | 15-5  | 2-15  | 15-8  | -    | 47-35        |
| 26.07.79 | URSS - Italie                        | 3 - 0    | 15-4  | 15-1  | 16-14 | -     | -    | 46-19        |
| 26.07.79 | Bulgarie - Pologne                   | 3 - 0    | 15-13 | 15-10 | 15-10 | -     | -    | 45-33        |
| 26.07.79 | Allemagne de l'Est - Tchécoslovaquie | 3 - 2    | 7-15  | 7-15  | 15-6  | 15-8  | 15-9 | 59-53        |
| 27.07.79 | Tchécoslovaquie - Italie             | 3 - 1    | 15-5  | 15-10 | 12-15 | 15-13 | -    | 57-43        |
| 27.07.79 | Allemagne de l'Est - Pologne         | 3 - 0    | 15-6  | 15-11 | 15-2  | -     | -    | 45-19        |
| 27.07.79 | URSS - Bulgarie                      | 3 - 0    | 15-7  | 15-13 | 15-6  | -     | -    | 45-26        |
| 28.07.79 | URSS - Tchécoslovaquie               | 3 - 0    | 15-6  | 15-6  | 15-1  | -     | -    | 45-13        |
| 28.07.79 | Allemagne de l'Est - Bulgarie        | 3 - 2    | 15-12 | 7-15  | 12-15 | 15-7  | 15-6 | 64-55        |
| 28.07.79 | Pologne - Italie                     | 3 - 0    | 16-14 | 15-4  | 15-0  | -     | -    | 46-18        |

## Classement final
| Place              | Équipe               |
| ------------------ | -------------------- |
| Médaille d'or      | URSS                 |
| Médaille d'argent  | Allemagne de l'Est   |
| Médaille de bronze | Tchécoslovaquie      |
| 4                  | Bulgarie             |
| 5                  | Pologne              |
| 6                  | Italie               |
| 7                  | Hongrie              |
| 8                  | Pays-Bas             |
| 9                  | Allemagne de l'Ouest |
| 10                 | Espagne              |
| 11                 | Finlande             |
| 12                 | Autriche             |